# Jean Rapenne
Jean Rapenne (* 6. Juni 1901 in Belfort; † 11. Dezember 1952 in Paris; vollständiger Name: Jean Alexandre Léon Rapenne) war ein französischer Kolonialbeamter. Er war Gouverneur von Niger, Französisch-Sudan sowie Französisch-Guayana und Inini.

## Leben
Jean Rapenne war ein Sohn von Léon Alexandre Rapenne, eines Offiziers des in Belfort stationierten 42. Infanterieregiments, und dessen Frau Marie Jeanne Arret. Jean Rapenne arbeitete 1921 ein Jahr lang als Attaché beim Legislativrat des französischen Hochkommissariats in Syrien und Libanon. Von 1922 bis 1924 besuchte er die École coloniale in Paris. Im November 1924 trat er in den aktiven Militärdienst ein. Er war bis April 1926 im Rheinland stationiert. Seine Tätigkeit im Staatsdienst begann Rapenne im Oktober 1926. Er wurde 1928 auf die Neuen Hebriden versetzt und kehrte 1932 nach Paris zurück. Dort wurde er zum Leiter des Sekretariats für wirtschaftliche Angelegenheiten im Kolonialministerium befördert. Dieses Amt hatte er bis Ende 1937 inne, als er zum Kabinettschef von Minister Théodore Steeg ernannt wurde.
Seine berufliche Laufbahn führte Jean Rapenne in weiterer Folge nach Französisch-Westafrika: Er war von 1939 bis 1940 Gouverneur von Niger und von 1940 bis 1941 interimsmäßig Gouverneur von Französisch-Sudan. Im März 1943 wechselte die Doppel-Kolonie Französisch-Guayana und Inini vom Vichy-Regime auf die Seite der Forces françaises libres. Für den neu zu besetzenden Posten des Gouverneurs der Kolonie war Jean Rapenne der Favorit von General Henri Giraud, während Girauds politischer Rivale General Charles de Gaulle Maurice Berthaud bevorzugte. Mit Hilfe der Vereinigten Staaten, die für den Transatlantikflug aus Afrika das Flugzeug zur Verfügung stellten, konnte sich Rapenne vor Berthaud als Gouverneur in Französisch-Guayana und Inini installieren. Unter Gouverneur Rapenne durfte die United States Air Force dort den Flughafen Cayenne-Rochambeau als Militärstützpunkt errichten. De Gaulles Anhänger warfen Girauds Anhängern vor, sie würden US-amerikanischen Interessen in der französischen Karibik zu stark nachgeben. Rapenne versuchte daraufhin mehrere für die Vereinigten Staaten geltende Vergünstigungen, zu denen Arbeitsgenehmigungen für Puerto-Ricaner und steuerliche Erleichterungen zählten, zu hintertreiben. Seine Amtszeit endete im September 1944, als sich General de Gaulle als Anführer des freien Frankreichs durchgesetzt hatte und Jules Surlemont zum neuen Gouverneur von Französisch-Guayana und Inini ernannte.
Rapenne lebte zuletzt in Paris.

## Ehrungen

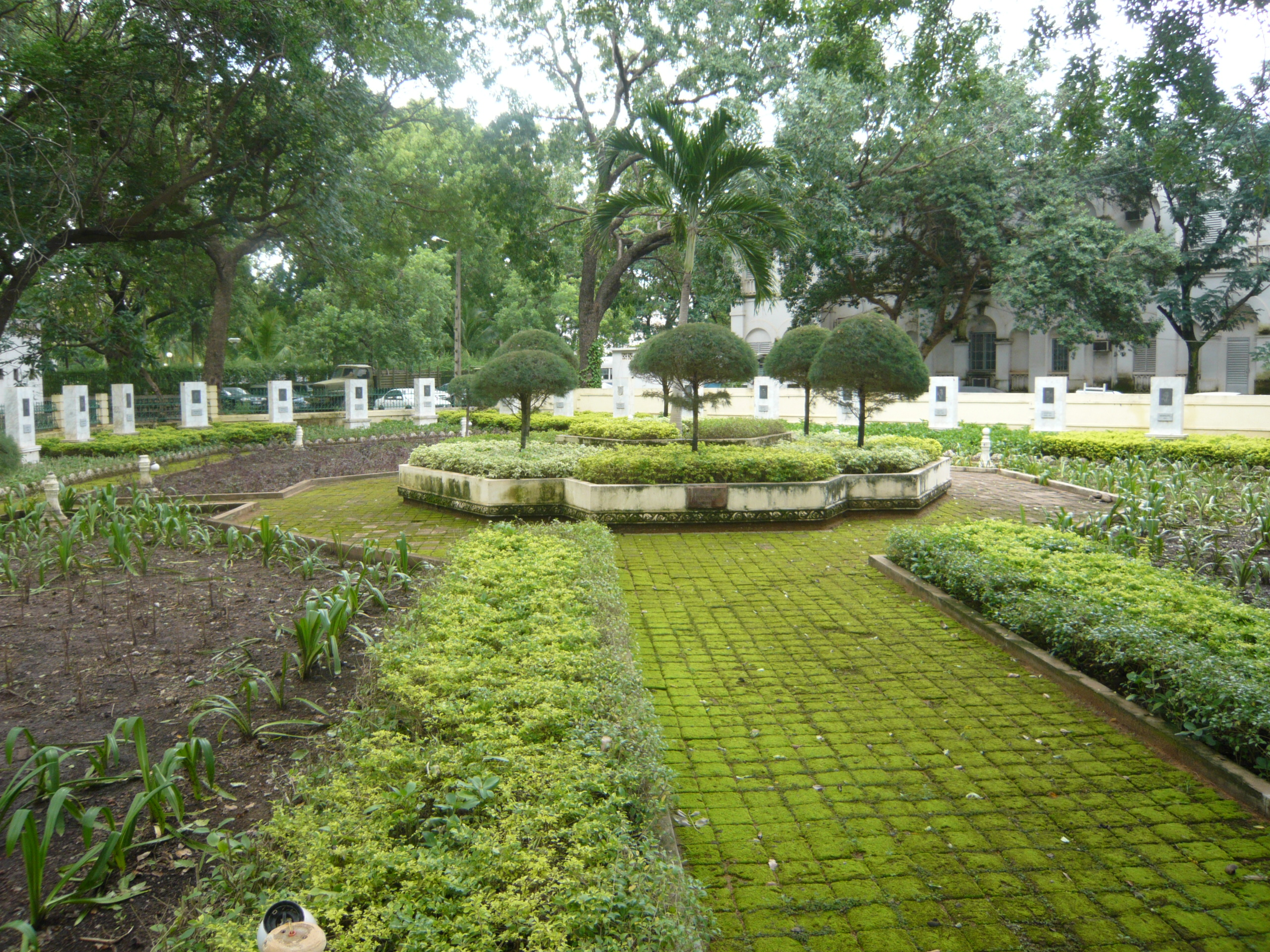
An der Place des gouverneurs in Bamako erinnern Marmordenkmäler mit Porträtreliefs an die Gouverneure von Französisch-Sudan.

- Großoffizier des Nischan el Iftikhar
- Kommandeur des Ouissam Alaouite
- Offizier der Ehrenlegion
- Offizier des Ordens des Drachen von Annam
- Ritter des Ordens vom Kreuz des Südens
- Ritter des Ordens vom Schwarzen Stern
- Ritter des Seeverdienstordens
- Ritter des Ordre du Mérite agricole
- Träger des Ordre des Palmes Académiques